# 744
Évszázadok: 7. század – 8. század – 9. század
Évtizedek: 690-es évek – 700-as évek – 710-es évek – 720-as évek – 730-as évek – 740-es évek – 750-es évek – 760-as évek – 770-es évek – 780-as évek – 790-es évek
Évek: 739 – 740 – 741 – 742 –  743 – 744 – 745 – 746 – 747 – 748 – 749

## Események

### Európa
- 32 évnyi uralkodás után februárban meghal Liutprand király, akinek idejében a Longobárd Királyság fénykorát élte. Utóda unokaöccse, Hildeprand, akit azonban nyolc hónappal később Ratchis friuli herceg a főnemesség támogatásával elűz és meggyilkoltat.
- Kis Pippin frank majordomus kiűzi Elzászból a lázadó Theudebald alemann herceget.
- Bonifatius érsek tanítványa, Sturm megalapítja a fuldai apátságot.
- Kis Pippin és Bonifatius zsinatot hív össze Soissons-ban, ahol elítélik és eretneknek nyilvánítják Aldebert karizmatikus hitszónokot, aki állítása szerint angyalokkal beszélgetett és levelet kapott Jézustól.

### Omajjád Kalifátus
- Jazíd ibn al-Valíd (I. al-Valíd kalifa fia) fellázad II. al-Valíd kalifa ellen, annak erkölcstelen életmódjára hivatkozva és puccsal elfoglalja Damaszkuszt. A kalifa egy városhoz közeli kastélyba menekül, ahol a börtönből kiszabadított Szulejmán ibn Hisám (az előző kalifa fia) megostromolja és megöli. Az új kalifa III. Jazíd, aki azonban agytumor miatt hamarosan megbetegszik és októberben meghal. Utódjául öccsét, Ibrahimot nevezi meg, aki azonban attól tartva hogy a többi trónkövetelő meggyilkolja, decemberben lemond a tapasztalt hadvezér, II. Marván javára.
- A II. al-Válid ellen kezdődő lázongások a kalifaváltások után sem csitulnak és az egész birodalomra kiterjedő polgárháborúvá szélesednek.
- A marokkói bargavata törzsszövetség fejedelme, Szálih ibn Taríf prófétává és mahdívá nyilvánítja magát.

### Ázsia
- A belháborúba süllyedt Második Türk Kaganátus vazallusai, az ujgurok, a karlukok és a baszmilok fellázadnak a türk uralom ellen, legyőzik és lefejezik Özmis kagánt, fejét pedig elküldik a kínai császárnak. A kaganátus gyakorlatilag megszűnik létezni, helyét a türk népek államai, többek között az Ujgur Kaganátus veszik át.
- Sómu japán császár Kuni-kjóból Naniva-kjó-beli palotájába költözteti az udvart és ezzel az állam székhelyét.

### Amerika
- Tikal legyőzi és elfoglalja Naranjo városállamot, az elfogott Yax Mayuy Chan Chaak királyt pedig kivégzik.

## Születések
- al-Mahdí, abbászida kalifa

## Halálozások
- április 17. – II. al-Valíd omajjád kalifa (* 706)
- szeptember 25. – III. Jazíd omajjád kalifa (* 701)
- Ho Cse-csang, kínai költő
- Hildeprand, longobárd király
- Liutprand, longobárd király
- Özmis, az utolsó türk kagán

## Fordítás
- Ez a szócikk részben vagy egészben  a(z)   744 című angol Wikipédia-szócikk ezen változatának fordításán alapul.  Az eredeti cikk szerkesztőit annak laptörténete sorolja fel. Ez a jelzés csupán a megfogalmazás eredetét és a szerzői jogokat jelzi, nem szolgál a cikkben szereplő információk forrásmegjelöléseként.